# Tord Leander Engström
Se även Leander Engström och Kjell Leander Engström
Tord Leander Engström, född 4 mars 1914, död 1985, var en svensk målare. 
Han studerade för Otte Sköld, på Konstakademien samt i Frankrike och Italien. Han har målat landskap med motiv från Lofoten, Lappland och Korsika.
Han finns representerad vid Norrköpings konstmuseum.
Han är son till konstnären Per Leander Engström (1886–1927) och tvillingbror till konstnären Kjell Leander Engström (1914–1979). Han är begravd på Tornehamns kyrkogård, även kallad  Rallarekyrkogården.